# DAHP synthase

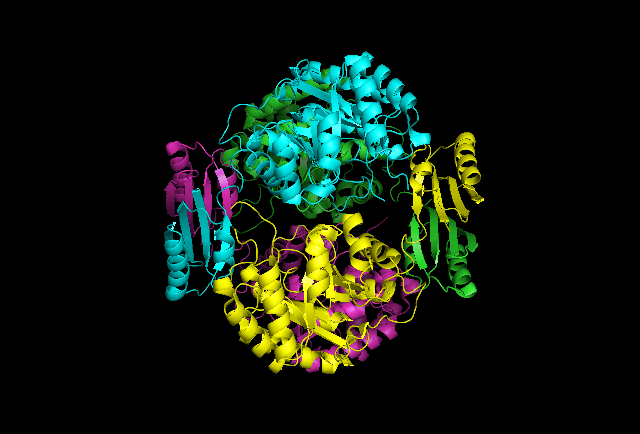

La 3-désoxy-7-phosphoheptulonate synthase, ou DAHP synthase, est une transférase qui catalyse la réaction :
phosphoénolpyruvate + D-érythrose-4-phosphate + H2O  {\displaystyle \rightleftharpoons }  3-désoxy-D-arabinoheptulosonate-7-phosphate + phosphate.
Cette enzyme intervient à la première étape de la voie du shikimate, qui permet à un grand nombre d'êtres vivants — mais pas aux animaux — de produire la plupart des acides aminés aromatiques. Elle contrôle par conséquent la quantité de carbone qui entre dans cette voie métabolique à travers d'une part la rétro-inhibition exercée par les acides aminés aromatiques, d'autre part le contrôle de l'expression du gène qui la code. Ces deux mécanismes sont à l'œuvre chez les bactéries, mais seul le second est effectif chez les plantes.
Chez Escherichia coli, il existe trois isoenzymes de DAHP synthase, chacune étant sensible à l'un des trois acides aminés aromatiques produits par la voie du shikimate. On a par exemple montré que la DAHP synthase sensible à la tyrosine chez E. coli est inhibée par la tyrosine par inhibition incompétitive par rapport au phosphoénolpyruvate, mais par inhibition compétitive par rapport à l'érythrose-4-phosphate, lorsque la concentration de tyrosine dépasse 10 µmolL·-1. De plus, elle est inhibée par le phosphate de manière incompétitive par rapport aux deux substrats, et est inhibée par le 3-désoxy-D-arabinoheptulosonate-7-phosphate de manière compétitive par rapport au phosphoénolpyruvate et incompétitive par rapport à l'érythrose-4-posphate.